# Santa Maria della Versa
Santa Maria della Versa é uma comuna italiana da região da Lombardia, província de Pavia, com cerca de 2.580 habitantes. Estende-se por uma área de 18 km², tendo uma densidade populacional de 143 hab/km². Faz fronteira com Castana, Golferenzo, Lirio, Montecalvo Versiggia, Montù Beccaria, Nibbiano (PC), Pietra de' Giorgi, Rovescala, Ziano Piacentino (PC).

## Demografia
| Variação demográfica do município entre 1861 e 2011                               |
|                                                                                   |
| Fonte: Istituto Nazionale di Statistica (ISTAT) - Elaboração gráfica da Wikipedia |